# 真空管用電池

三極真空管回路に接続される各電源電池の呼称。「A」電池（フィラメント～接地）、「B」電池（アノード～接地）、「C」電池（グリッド～接地）。

電子工学の黎明期、真空管(英国ではバルブと呼ばれる) は電池で駆動されていて、各電池には接続される真空管電極に応じて異なる名称が付けられていた。
当初、電池で駆動される機器は、フィラメント(カソード)とプレート(アノード)のみを備えたダイオードだけであった。電子の流れの方向に従って、これらの電極はそれぞれ「A」および「B」と識別され、関連する電池はそれぞれ「A」および「B」電池と呼ばれた。その後、三極真空管が作られ制御グリッド要素が追加されたとき、文字「C」が割り当てられ、「C」電池から供給された。その後、三極管の性能を向上させるためにさらに内部要素を追加しても、この一連の電池を拡張する必要はなかった。これらの要素は、既存の電池から分圧用バイアス抵抗によって、グランドまたはカソードに接続される。
この命名法は、主に北米で行われ、北米以外の英語圏地域では、別の電池名が使用されていた。

## カテゴリー

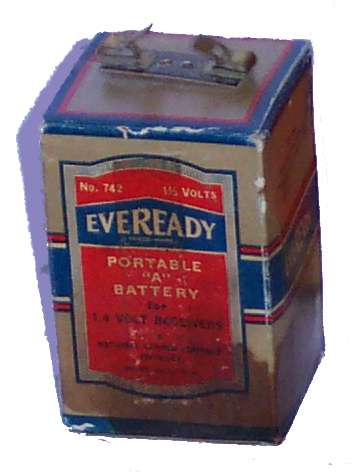
エバレディ #742 1½ ボルト 「A」電池、 ファーネストック クリップ端子付き

「A」電池は、フィラメントに電力を供給するために使用され「湿式電池」と呼ばれることもある（乾電池は当時は電流容量が小さすぎて実用化でいなかった）。この用語は、プレート (アノード) 電圧に乾電池を使用し、フィラメント電圧に再充電可能な鉛・酸の「湿式」電池を使用することが一般的であった真空管ラジオの時代の呼称に由来する。真空管のフィラメントはアノードよりもはるかに多くの電流を消費するため、「A」電池は「B」電池よりもはるかに急速に消耗する。したがって、この役割で充電式の「A」電池を使用すると、電池の必要性が減少する。対照的に、非充電式の「B」電池は、比較的頻繁に交換する必要はなかったためである。
電池の電圧は、当初は、鉛・酸蓄電池の2ボルトであったが、すべての乾電池ラジオの導入により、1.4 ボルトがより一般的になった。ただし、他の電圧になることもある。たとえば、7.5ボルトの電池は、直列に接続された 1.4ボルトの真空管のセットに電力を供給するために使用されることがあった。英国や他のいくつかの国では、「A」電池は乾式の場合は「LT」（(low tension、低圧）電池、湿式の場合は単に「蓄電池」として知られていた。

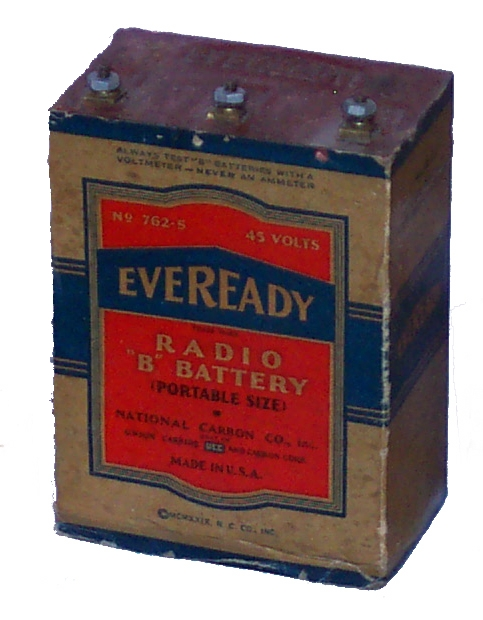
エバレディ #762-S 45ボルト "B" 電池、22½ ボルト、 タップねじ端子付き

「B」電池は、プレート電圧を提供するために使用され「乾電池」と呼ばれることもある。ただし、適切な電圧の「湿式」電池を使うことも可能である。フィラメントは主に熱源であるため、A電池は大量の電流を供給し、急速に放電する。 B電池の場合は、A 電池よりもはるかに長い間、蓄えられた電気容量を保持する。ブライトエミッター管で使用された初期のB電池は120ボルトであったが、より効率的な管が利用可能になるにつれて、典型的には45ボルト、67½ ボルト、または 90ボルトの電圧を持つものに置き換えられ、120ボルト電池はすぐに時代遅れになった。いくつかの例では、22.5 ボルトごとに給電タップがあり、プレート電圧供給源が電池ではなく電源によって供給される場合でも、アメリカの回路図では一般に「B+」ラインと呼ばれる。プレート電圧は300V DCまで高くなる可能性があるため、複数のB電池を直列に接続して、必要な動作電圧を作り出す。B電池の利用可能な電圧がはるかに高いということは、取り扱い者に電撃を与えたり火傷を負わせたりする可能性があるため、他の種類の電池よりも慎重に取り扱う必要があることを意味する。

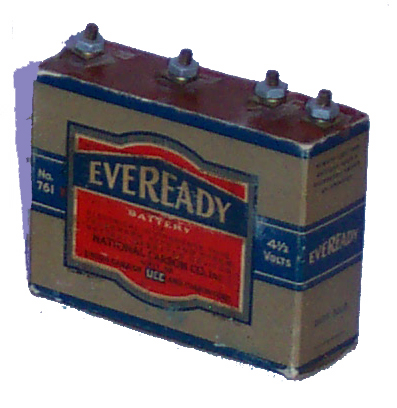
エバレディ #761 4½ ボルト "C" 電池、1½ および 3 ボルト、タップねじ端子付き

「C」電池は、制御グリッドにバイアス電圧を供給するために使用される。1930年代初頭まで、これは真空管ラジオセットでの一般的な方法であったが、グリッドリーク抵抗または電圧分圧回路のバイアス電圧に取って代わられた。真空管グリッドには電流が流れないため、C電池はバイアス電圧を提供するだけで電流は流れない。ラジオの電池の寿命は、本質的にその貯蔵寿命であった。グリッド・バイス用電池は今でも生産されているが、ラジオ用ではなく学校や大学の科学課程での便利な可変電源電圧源として使われている。
もっとも使われている電池は9ボルト型で、1.5ボルトごとの電圧取りだしタップからバナナ・プラグで取り出すようになっている。
「C」電池のまれな形態はバイアスセルであり、これはボタンサイズの小型電池で、電流を流さずに一定の電圧を供給するように設計されている。1936年から1945年にかけて、バイアスセルは抵抗器・コンデンサ バイアス回路よりもコストがかからなかったため、これらは一時的に普及した。英国および他のいくつかの国では、「C」電池は「GB」(grid bias、グリッド・バイアス) 電池として知られている。

## 参照
- 真空管の電源
- 電池の歴史
- 電池サイズ一覧
- 電池の種類一覧
- 電池の命名法